# Haloarchaea
Halobactérias ou Haloarqueas são uma classe da Euryarchaeota, encontradas em ambientes que tem uma elevada concentração de sal, tais como lagoas de sal. Halobactérias atualmente são reconhecidas como Archea, em vez de bactérias. O nome "halobactéria" foi atribuído a este grupo de organismos antes que a existência do domínio Archea fosse notado, e permanece válido de acordo com as regras taxonômicas. Em um contexto não taxonômico, arqueas halofílicos são referidos como haloarqueas para distingui-los de bactérias halofílicas.
Estes microrganismos são membros da comunidade halófila, os quais necessitam de uma alta concentração de sal para crescerem. Eles são um ramo evolucionário distinto dos Archea, e geralmente são considerados extremófilos, apesar do fato de que nem todos os membros deste grupo podem ser considerados como tal.
Halobactérias podem crescer tanto aerobicamante, como anaerobicamente. 